# Notre-Dame-d'Estrées
Notre-Dame-d'Estrées era una comuna francesa situada en el departamento de Calvados, de la región de Normandía, que el 1 de enero de 2015 pasó a ser una comuna delegada de la comuna nueva de Notre-Dame-d'Estrées-Corbon al fusionarse con la comuna de Corbon.

## Demografía
| Gráfica de evolución demográfica de Notre-Dame-d'Estrées entre 1800 y 2014 |
|                                                                            |

Los datos demográficos contemplados en este gráfico de la comuna de Notre-Dame-d'Estrées se han cogido de 1800 a 1999 de la página francesa EHESS/Cassini, y los demás datos de la página del INSEE.